# Bubbio

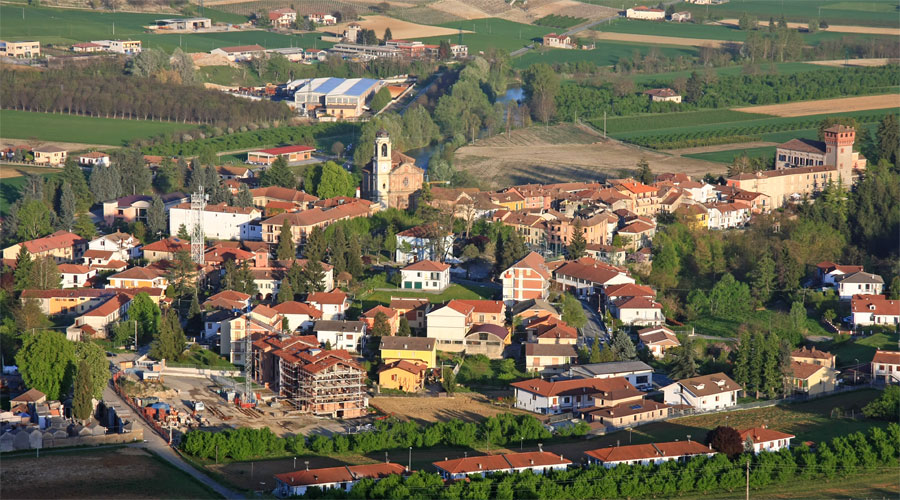
Vista panorámica de Bubbio.

Bubbio es una localidad y comune italiana de la provincia de Asti, región de Piamonte, con 921 habitantes.

## Evolución demográfica
| Gráfica de evolución demográfica de Bubbio entre 1861 y 2001 |
|                                                              |
| Fuente ISTAT - elaboración gráfica de Wikipedia              |